# Final Fantasy V
Final Fantasy V (ファイナルファンタジーV Fainaru Fantajī Faibu?) es un videojuego de rol desarrollado y publicado por Squaresoft en 1992 que forma parte de la serie de videojuegos Final Fantasy. El juego salió solo en Japón para la Super Famicom (Conocida internacionalmente como Super Nintendo), y fue portado por TOSE con pequeñas diferencias para Sony PlayStation y la Nintendo Game Boy Advance.
Final Fantasy V es el último juego de la serie en que el creador de la serie, Hironobu Sakaguchi, tomó el rol de director. Lanzado en América y Europa mucho más tarde que en tierras niponas y en Corea, Asia, Rusia y China mucho más tarde que las primeras 3 regiones, su mayor acierto fue expandir, mejorar y consolidar definitivamente el sistema de trabajos de la primera y tercera entregas de la serie.

## Introducción
El ciclo entero de la vida en el mundo es limitado por cuatro cristales, cada uno abastece de su propia fuente energía a la humanidad; del viento que sopla a través de tierras para regar fluyendo a través de los mares, dando vida, dando el fuego caliente a la misma tierra.
La fuerza de estos hermosos cristales emite no sólo esta energía, sino encarcela una fuerza mucho más devastadora lejos del mundo. Sin embargo, la energía emitida por estos cristales se ha ido debilitando considerablemente. Cumpliendo con profecías antiguas, un repentino meteorito, paraliza la lluvia sobre el paisaje, haciendo que los cristales se fracturen. El resultado redujo las fuerzas mágicas de los elementos. Peor todavía, como los cristales estallan uno por uno. Un grupo de guerreros, de una princesa a un pirata, a un guerrero joven a un viejo hombre sabio, debe encontrar el valor y la fuerza con el poder de los cristales y de los intentos que encuentran para salvar no un mundo, sino dos.

## Jugabilidad
Final Fantasy V presenta una jugabilidad basada en los estándares de la serie y los juegos de rol de consola. El jugador explora un largo mundo en formato mapamundi en cuatro direcciones, a pie, a chocobo, en dragón de viento o en barco volador, según este avanzado el juego. Múltiples batallas aleatorias con varios enemigos se producen mientras exploramos el mundo, en mazmorras o áreas cercanas a las mazmorras, dando oportunidad a que el jugador gane puntos de Experiencia, Puntos de Habilidad, guiles y habilidades.
En los pueblos y otros lugares, como castillos, que encontramos en el mundo, normalmente están habitados por personajes no jugables, y se interactúa con ellos obteniendo información, y más restringido, en tiendas, se puede comprar y vender objetos, magias y equipamiento. El sistema basado en un menú típicamente azulado con bordes blancos, pero esas coloraciones se cambian en opciones, una seña de identidad de la saga, permite ver las estadísticas, el nivel, el tiempo jugado, el dinero ganado hasta el momento, y cambiar el equipamiento, los trabajos y las habilidades a cada personaje para estar bien preparado en cada momento. En algunos puntos del juego, además, se puede guardar los progresos del juego, como en los puntos de salvado y en el mapamundi. El jugador también puede embarcarse en aventuras opcionales dentro de la trama principal del juego, que se desbloquean según se avanza la trama.
Final Fantasy V retorna el sistema de trabajos y clases de Final Fantasy III, mejorándolo notablemente y añadiendo nuevos trabajos, habilidades y posibilidades.

### Sistema de Trabajos
La característica más sobresaliente de la jugabilidad de Final Fantasy V es el sistema de trabajos diseñado por Hiroyuki Ito, originalmente presentado de diferente forma en Final Fantasy III.
El sistema se basa en que los personajes ganan habilidades especiales y se puede alcanzar el nivel maestro en cada uno de los 22 trabajos del juego (26 en GBA y en HD Remake). Cada personaje empieza de defecto con el trabajo "Aprendiz" y conforme llegan a cada cristal, adquieren nuevos trabajos que están relacionados con el elemento del cristal. Aparte de la experiencia básica para subir de nivel y atributos, están los puntos de habilidad (ABP), que se añadió para poder avanzar en el nivel de los trabajos de los personajes, ganándose conjuntamente con los puntos de experiencia en cada batalla. Los niveles de trabajo, como hemos visto, se ganan luchando, para conseguir nuevas habilidades exclusivas de cada trabajo y combinarlas con otras habilidades exclusivas de otros trabajos en el nuevo método de multi-clase. Como ejemplo, podemos hacer que con el nivel requerido de trabajo, para ganar la habilidad "Saltar" del trabajo dragontino, podemos combinar esta habilidad gracias al método de multi-clase con otro trabajo, como ejemplo el de mago blanco y hacer que aparte de curar, salte como un dragontino o crear un bardo que usa espada.
Otra cosa a considerar es que todas las habilidades de reacción y algunas de soporte previamente adquiridas mediante profesiones, serán aplicables en modo Aprendiz, es decir, si hemos concluido Ninja, Ladrón y Monje, nuestro aprendiz tendrá habilidades tales como "Pies ligeros" (soporte) para duplicar la velocidad fuera del mapamundi (triplicar si correr está activado), "Dos armas" (soporte) para llevar un arma en cada mano, "Contrataque" (reacción) para contratacar si recibimos ataques físicos... todas ellas simultáneamente, además de heredar la velocidad y la fuerza de éstas profesiones sin mermar las demás. Esto no se aplica a habilidades de acción y algunas de soporte, es decir aunque tengas todas las profesiones, no puedes asignar a un héroe todos los comandos Magia Blanca, Magia Negra, Magia Tiempo, Magia Azul, Disparo Rápido, etc. o todas las habilidades como Locura, etc. simultáneamente, solo 2 de ellos, 3 si tienes la profesión mímica.

### Otros aspectos
Final Fantasy V es el segundo juego de la saga que utiliza el sistema de "Active Time Battle (ATB)". Este sistema fue implantado por primera vez en Final Fantasy IV de los diseñadores Hiroyuki Itō y Akihiko Matsui
Otros aspectos son los nuevos trabajos introducidos: mago azul, mago del tiempo y mímico, con nuevos elementos añadidos en combate, como la magia azul. Para dificultar las cosas, Final Fantasy V es el primer juego que contiene eventos de tiempo, como la huida del castillo del fuego, donde el jugador tiene que acabar tal evento antes de que el castillo explote, la batalla contra Odín o el tiempo de oxígeno de la torre hundida de Walse. En adición, se añaden dos súper jefes, Omega y Shinryu como reto voluntario para los jugadores más experimentados estas batallas, generalmente contra enemigos llamados Armas, debutan en esta entrega y todas las entregas recogen el testigo.
La versión de Gameboy Advance añade nuevas cosas, como el bestiario, nuevas clases y habilidades.
En la versión Pixel Remaster, se puede agregar o quitar las líneas de escaneado. Las clases, habilidades, los mapas y enemigos de la versión de GBA se perdieron en esta versión.

## Trama

### Argumento
En el mundo hay 4 cristales (viento, fuego, agua, tierra) que si se destruye el elemento al cual pertenecen todo desaparecerá de la tierra. El planeta recibe el impacto de meteoritos y además está teniendo problemas en su interior.
El rey Tycoon, padre de Lenna, siente que algo pasa con el viento y viaja al templo donde el primer cristal se destruye.  En ese instante Lenna siente que algo malo le ha pasado a su padre. Un momento después cae un meteorito cerca del palacio de Tycoon, donde se encuentra el protagonista Bartz y su chocobo, Boko. Bartz salva a Lenna quien fue atacada por goblins y después de las presentaciones encuentran a un viejo inconsciente, él dice que solo recuerda su nombre (Galuf) y que debe ir al templo del viento. Bartz por su parte decide seguir su camino pero es detenido por Boko quien lo regaña por dejar solo a una chica y a un viejo. Bartz regresa solo para salvar por segunda vez a los dos. Después del incidente Bartz decide ir con ellos.
De camino hacia allí se encuentran con un barco pirata que se mueve sin viento sin ninguna razón  y Galuf sugiere que lo roben para llegar a su destino. Después de su fallido intento de robar el barco y ser capturados, su capitán, Faris, se une a ellos revelándose también que el barco se mueve gracias a que es remolcado por un dragón marino hembra llamado Syldra. 
Cuando llegan al templo el cristal está roto, el espíritu del Rey Tycoon aparece frente a ellos y les pide que salven los cristales restantes para evitar que un antiguo espíritu maligno reviva y destruya el mundo. De los restos del cristal ellos reciben las 6 primeras clases (caballero, monje, mago blanco, mago negro, mago azul, ladrón) y se encaminan a proteger los cristales. Al encaminarse al reino de Walse al cual sólo se puede acceder por un canal, un remolino amenaza con arrastrar el barco hasta su centro, descubriéndose que un monstruo marino es el causante. Aunque logran derrotarlo, por desgracia Syldra al ver que su amo y los otros tres héroes están por ser arrastrados por la fuerza del remolino, decide sacrificarse para salvarlos a todos quedándose en el remolino.
El barco, sin manera de navegar de forma correcta ante la ausencia del viento, termina a la deriva hasta que acaba por encallar en un cementerio de barcos. Explorando el cementerio buscando la manera de continuar el viaje, se produce un peculiar incidente en donde se descubre que Faris es en realidad una mujer. Cuando están por abandonar el cementerio, una sirena amenaza con matarlos a todos no sin antes proyectar ilusiones relacionadas con el pasado de cada personaje; en el caso de Bartz, éste ve a su madre; en el caso de Lenna y sorprendentemente de Faris, ven al Rey Tycoon, pero cuando es el turno de Galuf, éste ve a una niña desconocida para él (por su amnesia) gracias a lo cual rompe las ilusiones y consigue salvar a sus compañeros gracias a lo cual enfrentan a la sirena y logran derrotarla. Al llegar al castillo de Walse, tratan de advertir al Rey de lo sucedido con el cristal de viento, pero el Rey insiste en que su potenciador, una máquina usada para amplificar el poder del Cristal es seguro y no provocará que el cristal se rompa como sucedió con el cristal del viento; sin embargo antes de poder seguir discutiendo la situación, un segundo meteorito cae cerca de la capilla del cristal del Agua, obligando al grupo de héroes a desplazarse hasta allí, sólo para descubrir a un soldado que salió del meteorito y el cual aparentemente conoce a Galuf llamándole mi señor antes de fallecer por sus heridas y que el cristal del Agua termine siendo destruido quedando sólo sus fragmentos. 
Sin embargo de manera repentina se produce un terremoto y la porción de tierra donde se encuentra la capilla comienza a hundirse en el mar dejando a los héroes atrapados a riesgo de ahogarse cuando de repente, Syldra aparece de la nada y logra poner a salvo a los héroes al llevarlos hasta la orilla, pero lamentablemente debido a las heridas que sufrió a causa del remolino, Syldra está agonizando por lo que tras poner a salvo a los personajes, Syldra se despide de todos perdiéndose en el océano para morir debido a sus heridas dejando a Faris sumamente triste.
Después de esto, los cuatro héroes se dirigen al sitio de impacto del meteorito al cual ingresan y descubren que tiene un portal al cual al acceder, resulta transportando al grupo al reino de Karnak en donde cayó un tercer meteorito el cual causó estragos entre sus pobladores. Apenas llegan, son capturados por los guardias del reino de Karnak y puestos en sus mazmorras en donde conocen a un anciano excéntrico de nombre Cid Previa. Este anciano quien además es un ingeniero, fue el responsable detrás de la creación de los potenciadores que amplifican el poder de los Cristales y que son la causa de su destrucción lo cual lo hizo retractarse de su creación y por tal motivo trata de apagarlos, pero al ser descubierto es acusado de sedición y puesto bajo arresto. Justo entonces se revela que en el meteorito que cayó en Karnak llegó un extraño personaje que se asemeja a un hombre lobo, razón por la que detuvieron a Bartz y a los demás ya que pensaban que estaba de su lado. 
Una vez libres, gracias al canciller de Karnak, los cuatro héroes se dirigen hasta la cámara del Cristal de Fuego que conecta con una de las invenciones de Cid: un barco que usa fuego para impulsarse. Una vez dentro de la sala de máquinas, los cuatro son atacados por un monstruo de fuego que les lanza la reina de Karnak quien estaba poseída por una presencia maligna. Una vez la derrotan, el grupo se dirige hasta la cámara del cristal en donde se encuentran con el misterioso hombre lobo que para sorpresa de todos parece conocer a Galuf de algún lado pero éste por su amnesia no recuerda nada. Justo entonces, un soldado de Karnak poseído por la misma fuerza maligna que se apoderó de la reina, destruye el cristal del Fuego al encender el potenciador una vez más y advierte que queda sólo un cristal por ser destruido: el de la Tierra. Los héroes ven como el hombre lobo que conoce a Galuf se sacrifica para que el grupo se salve de la explosión, pero entonces debido al daño, el castillo amenaza ahora con destruirse, obligando a los héroes a escapar de la autodestrucción del castillo. Con la destrucción del castillo y la pérdida de otro cristal, Cid se siente tremendamente culpable de todo lo que ha sucedido razón por la cual se hunde en la bebida. Es así que el grupo decide buscar a su nieto, Mid el cual se encuentra en la biblioteca de los Ancianos ubicada tras atravesar un gran desierto en donde una vez que encuentran al joven, el grupo junto a Mid logran convencer a Cid para que salga de su depresión y los ayude de nuevo. 
El incidente entre Cid y su nieto hace que Galuf comience a recordar algo de su propio pasado, revelándose que él no proviene de este mundo, explicándole a los otros tres jóvenes como llegó en el meteorito que cayó en Tycoon por una razón muy importante: los cristales no solamente proporcionan la vida de este planeta sino que también son los sellos que mantienen prisionero a un mal mucho mayor: un ser demoníaco procedente de su mundo llamado Exdeath el cual conspira para liberarse de su encierro ya que Galuf y otros tres guerreros sellaron a Exdeath hace treinta años y lo aprisionaron en este mundo y ahora trata de escapar destruyendo los cristales en el proceso.

### Personajes

#### Los Protagonistas
- Bartz Klauser: Bartz es un joven de 20 años natural de Lix. Debido a que su madre murió por una enfermedad, y su padre murió unos años más tarde, se dedica a explorar el mundo junto a su chocobo Boco y dejó Lix. Conoce a Lenna al comienzo del juego, es la primera persona que conoce. La muerte de su madre se puede observar en un FlashBack en Lix.[15][16]

- Lenna Charlotte Tycoon: Lenna es una chica de unos 18 años aproximadamente, es la princesa del Reino de Tycoon, en el primer mundo. Es secuestrada al comienzo del juego por Duendes, pero por su suerte, Bartz la salva. Físicamente tiene el pelo rosado y de carácter es testaruda, pero también es una chica adorable que quiere recuperar a su padre, el rey Tycoon.[15][16]

- Faris Scherwiz (Sarisa Tycoon): Faris es la capitana de un grupo de piratas, tiene 20 años. Al principio se muestra como un varón, pero más adelante, se descubre que es mujer. Luego, Lenna descubre que tiene un pendiente idéntico al suyo, y sospecha que puede ser su hermana perdida, Sarisa. Más tarde, se confirma que efectivamente, es su hermana por lo que se le organiza una fiesta en Tycoon. Faris es una degeneración de su nombre en consecuencia de los piratas, Sarisa degeneró en Farifa, y este último en Faris.[15][16]

- Galuf Halm Baldesion: Es un viejo de 60 años que por alguna razón sigue luchando contra el mal con Bartz, Lenna y Faris. Pertenece al reino de Bal, localizado en el segundo mundo en donde es su gobernante. Galuf será el que dará buenos consejos durante el juego, pero desgraciadamente, se sacrifica al luchar contra Exdeath para salvar a los demás. Al principio del juego sufre amnesia que posteriormente recupera. Krile sustituye en el grupo una vez fallecido este, cediéndole todo el equipo, habilidades, magias y trabajos.[15][16]

- Krile Mayer Baldesion: Krile es una niña de 14 años, princesa de Bal y nieta de Galuf, de carácter agradable, valiente y cariñosa. Posee la extraña cualidad de poder de hablar con los animales. Krile reemplaza a Galuf tras el fallecimiento de este último.[15][16]

#### Los Antagonistas
- Exdeath: Es el enemigo principal de todo el juego, proviene del antiguo Bosque de Moore, es el mal encarnado que fue encerrado en un árbol sagrado que sellaba las almas malignas, quiere apoderarse del poder del Vacío como lo intentó el antiguo brujo Enuo. Para lograr su cometido estará dispuesto a todo, incluso a destruir los cristales y el universo para consumirlo todo y sumergirlo todo en la nada. Primeramente Exdeath fue derrotado por los guerreros del alba (Galuf, Xezat, Dorgann (Padre de Bartz) y Kelger) y sellado en el primer mundo, en el juego el vuelve cuando los cristales del primer mundo se rompen por su debilitamiento y vuelve a buscar su objetivo, el poder del vacío, y ahora Bartz, Lenna, Faris, Galuf y Krile deben derrotarlo para que el mundo no sea consumido por el Vacío.[16]
- Gilgamesh:  Es el ayudante de Exdeath. Peleará en repetidas ocasiones contra el grupo, sin embargo, se cambia de bando y se sacrifica por el grupo. Esta es la primera aparición de Gilgamesh en un Final Fantasy, se puede observar como vuelve a salir en títulos posteriores de la saga[16]
- Enuo: Es un antiguo brujo que dominaba la magia oscura y además poseía un poder desproporcionado, fue el primer ser que intentó dominar el poder del vacío (siendo exitoso en esto) pero fue derrotado con las 12 armas legendarias; Se hace mención de él en la Aldea Fantasma, explicando que con su derrota el mundo debió ser separado en 2 para poder sellar al brujo por toda la eternidad. (En las versiones de GBA y HD Remake, es posible luchar contra él).

#### Secundarios
- Dorgann Klauser[16]
- Kelger Vlondett[16]
- Xezat Matias Surgate[16]
- Alexander Highwind Tycoon[16]
- Cid Previa[16]
- Mid Previa[16]
- Boko[16] (Chocobo)
- Syldra[16] (Dragón del agua)
- Hyriuu[16] (Dragón)
- Ghido[16] (Tortuga)

## Desarrollo
Final Fantasy V tuvo de director a Hironobu Sakaguchi, siendo el último pasando su rol en la sexta entrega a Yoshinori Kitase y Hiroyuki Itō, para pasarse a productor en Final Fantasy VI. Los personajes , el logo principal y las imágenes fueron diseñados por el diseñador Yoshitaka Amano, el mismo de las anteriores entregas. El bestiario fue diseñado por un debutante Tetsuya Nomura, que después tendría un papel mucho más relevante en Final Fantasy VI y futuras entregas de la saga. Hideo Minaba fue el director de arte en esta entrega y nuevamente, la música estuvo a cargo de Nobuo Uematsu.

### Localización y traducción
Originalmente, Final Fantasy V fue anunciado como Final Fantasy III en América, pero el proyecto se encontró con dificultades imprevistas. La cuestión es que Final Fantasy V fue cancelado para un lanzamiento en los EUA, y fue el FFVI el que se convirtió en el FFIII estadounidense. Además, fue la primera entrega que salió en inglés traducido por fanáticos.
La versión de GBA hubo correcciones de errores de la traducción al inglés y fue la primera entrega en tener los 6 idiomas disponibles, siendo japonés e inglés en cartuchos separados en los cartuchos japoneses y norteamericanos, respectivamente, y el cartucho europeo incluye el francés, alemán, italiano y español, además del inglés. La versión HD Remake de Windows, por desgracia, no incluye el japonés, debido a los contratiempos.
La versión Pixel Remaster incluye nuevas traducciones al ruso, portugués de Brasil, tailandés, las dos variantes del chino y al coreano, además de cambiar la redacción de los objetos y conjuros, y se hizo una renovada traducción desde el japonés a los 5 idiomas europeos principales.

### Magias del Juego
No se incluyen los conjuros de magia azul ni canciones, y los conjuros de espada embrujada se seleccionan parte de magia blanca y la mayoría de magia negra.
- Magia Negra

- Piro (originalmente "Fire")
- Hielo (originalmente "Blizzard")
- Electro (originalmente "Thunder")
- Toxis
- Morfeo
- Rana
- Piro+ (originalmente "Fira")
- Hielo+ (originalmente "Blizzara")
- Electro+ (originalmente "Thundara")
- Drenaje
- Petra
- Bio
- Piro++ (originalmente "Firaga")
- Hielo++ (originalmente "Blizzaga")
- Electro++ (originalmente "Thundaga")
- Fulgor
- Muerte
- Aspir ("Osmose" en la retraducción inglesa)

- Magia Blanca

- Cura (originalmenre "Cure")
- Libra
- Pura (originalmente "Poisana")
- Mudez
- Coraza
- Minimalia
- Omnicura (originalmente "Cura") ("Cura+" en la versión de iOS)
- Lázaro
- Confusión
- Parpadeo
- Caparazón
- Esna
- Cura+ (originalmente "Curaga") ("Cura++" en la versión de iOS)
- Espejo
- Furia
- Lázaro+
- Sanctus
- Disipar

- Magia Tiempo

- Acelerar
- Freno
- Revitalia
- Mutis
- Prisa
- Lévita
- Gravedad
- Paro
- Teleportar
- Cometa
- Frenar+ (originalmente "Slowga")
- Regresar
- Gravedad++
- Prisa++ (originalmente "Hastega")
- Viejo
- Meteo
- Veloz
- Exilio

- Invocaciones

- Chocobo
- Sílfide
- Rémora
- Shiva
- Ifrit
- Lamú (originalmente "Ramuh")
- Titán
- Gólem
- Catoblepas
- Carbunco/Rubí
- Syldra
- Odín
- Fénix
- Leviatán
- Bahamut

Notas
- Texto entre paréntesis corresponde a conjuros de las versiones japonesa e inglesa del juego
- En la versión original de SNES algunos nombres están limitados por número de caracteres, así, Cura++/Curaga sería Cure3

### Música
La música del juego fue compuesta por el veterano compositor de la saga Nobuo Uematsu en 1992, aprovechando mejor las características del chip de sonido SPC-700 del Super Famicom que en el anterior juego de la saga FFIV. Originalmente la música contaría con 100 temas, pero se tuvo que reducir a 62 temas finalmente.
La música, principalmente de corte orquestal, sigue la tónica de las bandas sonoras anteriores, de corte épico, donde la fuente de inspiración es la música académica europea y de cine, con una pequeña influencia de la música popular moderna del Pop y Rock que compone una novedad en comparación a las anteriores entregas de la serie, pues nunca antes de esta entrega se percata una influencia tan moderna.
Esta influencia del rock se percibe claramente en "Battle on the big bridge" y a partir de la entrega siguiente, será más importante y uno de los estadandares para el compositor en la música de la saga.
La instrumentación de las piezas siguen el estándar de la serie.
Para una gran mayoría de piezas, gran orquestación con vientos metales, cuerdas, bajo eléctrico y el omnipresente batería que lleva el ritmo. Además en algunas ocasiones, se añades guitarras eléctricas y coros, como las batallas contra Exdeath y en una ocasión se fusiona una banda de rock entera con el órgano eléctrico en las batallas contra gilgamesh.
En otras ocasiones, las piezas son más modestas en instrumentación, como cuando Bartz hace las divertidas prácticas en los pianos de los bares, que lógicamente se compone de un piano, acompañado de un melotrón. También se escucha un laúd renacentista para "Sweet home", inspirada claramente en la música del renacimiento del siglo XVI, que se puede escuchar en algunas aldeas.
La banda sonora del juego, formada por 67 pistas se lanzó a la venta el 19 de diciembre de 1992 en Japón, editada por la discográfica Columbia, solamente para ese país.
Más tarde, se sacó otra vez exclusivamente en tierras niponas un disco compilatorio titulado Dear Friends, con los mejores temas del juego, lanzado en 1993 por la misma editora.
Uno de los temas más queridos y apreciados por el público el titulado "Clash on the big bidge" ha sido versionado por el compositor para la duodécima entrega de la saga, donde Gilgamesh aparece de nuevo como escoria especial.
Además de la antes citada versión, el tema ha sido interpretado por muchos fanes al bajo eléctrico, a la guitarra eléctrica, al piano y más instrumentos donde se puede oír en numerosos vídeos y Mp3s colgados por la red.
The Black Mages han tocado, junto al propio Nobuo Uematsu como pianista, una versión de Clash on the Big Bridge, totalmente roquera.

#### álbumes oficiales
| Año   | Álbum                                  | Información adicional                            |
| ----- | -------------------------------------- | ------------------------------------------------ |
| 1992. | Final Fantasy V Original Sound Versión | Versión original del juego                       |
| 1992  | Final Fantasy V 5+1                    | Recopilación de temas inéditos                   |
| 1993  | Final Fantasy V Dear Friends           | Versión arreglada para varios instrumentos y voz |
| 1993  | Piano Collections Final Fantasy V      | Versión arreglada para piano                     |
| 1993  | Final Fantasy V Mambo de Chocobo       |                                                  |

##### Final Fantasy V Original Sound Version
Final Fantasy V Original Sound Version es el álbum que contiene la música original de Final Fantasy V. El álbum contiene las pistas musicales del juego, compuesto, arreglado, producido e interpretado por Nobuo Uematsu. Contiene dos discos y 67 pistas, con una duración total de 2:08:30 Fue lanzado el 7 de diciembre de 1992 solamente en Japón.
| Lista de temas de Final Fantasy V Original Sound Version | Lista de temas de Final Fantasy V Original Sound Version               | Lista de temas de Final Fantasy V Original Sound Version | Lista de temas de Final Fantasy V Original Sound Version |
| --- | ---------------------------------------------------------------------- | -------------------------------------------------------- | -------------------------------------------------------- |
| \| # \| Nombre original \| Nombre traducido al inglés[17] \| Duración \| \| Disco uno \| Disco uno \| Disco uno \| Disco uno \| \| --------- \| ---------------------------------------------------------------------- \| ------------------------------ \| --------- \| \| 1. \| ファイナルファンタジーV メインテーマ (Fainaru Fantajī Faibu Mein Tēma) \| Main Theme of Final Fantasy V \| 2:36 \| \| 2. \| オープニング (Ōpuningu) \| Opening Theme \| 4:30 \| \| 3. \| 4つの心 (Yottsu no Kokoro) \| Four Hearts \| 1:44 \| \| 4. \| 急げ!急げ! (Isoge! Isoge!) \| Hurry! Hurry! \| 0:44 \| \| 5. \| レナのテーマ (Rena no Tēma) \| Lenna's Theme \| 1:58 \| \| 6. \| ダンジョン (Danjon) \| Dungeon \| 2:31 \| \| 7. \| バトル１ (Batoru 1) \| Battle 1 \| 1:14 \| \| 8. \| 勝利のファンファーレ (Shōri no Fanfāre) \| Victory Fanfare \| 0:44 \| \| 9. \| レクイエム (Rekuiemu) \| Réquiem \| 0:28 \| \| 10. \| おれたちゃ海賊 (Ore tacha Kaizoku) \| Pirates Ahoy \| 2:07 \| \| 11. \| 街のテーマ (Machi no Tēma) \| Town Theme \| 2:19 \| \| 12. \| おやすみなさい (Oyasuminasai) \| Good Night \| 0:07 \| \| 13. \| 封印されしもの (Fūinsareshi Mono) \| Sealed Away \| 1:48 \| \| 14. \| 呪いの地 (Noroi no Chi) \| Cursed Lands \| 1:54 \| \| 15. \| 幻惑されて (Genwakusarete) \| Deception \| 1:18 \| \| 16. \| ハーヴェスト (Hāvesuto) \| Harvest \| 1:46 \| \| 17. \| 銀嶺を行く (Ginrei o Iku) \| To the North Mountain \| 1:57 \| \| 18. \| 危機一髪! (Kiki Ippatsu!) \| Close Call \| 1:22 \| \| 19. \| バトル２ (Batoru 2) \| Battle 2 \| 2:29 \| \| 20. \| 大いなる翼を広げ (Ōinaru Tsubasa o Hiroge) \| Spreading Grand Wings \| 1:49 \| \| 21. \| 王家の宮殿 (Ōke no Kyūden) \| Royal Palace \| 1:40 \| \| 22. \| 火力船 (Karyokusen) \| Fire Ship \| 1:40 \| \| 23. \| 脱線! (Dassen!) \| Run ! \| \| \| 24. \| 離愁 (Rishū) \| Sorrows of Parting \| 2:36 \| \| 25. \| 古代図書館 (Kodai Toshokan) \| Library of Ancients \| 2:36 \| \| 26. \| 回想 (Kaisō) \| Reminiscence \| 1:37 \| \| 27. \| ムジカ・マキーナ (Mujika Makīna) \| Música Machina \| 1:49 \| \| 28. \| いつの日かきっと (Itsu no Hi ka Kitto) \| The Day Will Come \| 1:53 \| \| 29. \| ん? (N?) \| What ? \| 0:54 \| \| 30. \| マンボ・デ・チョコボ (Mambo de Chokobo) \| Mambo de Chocobo \| 1:12 \| \| 31. \| はるかなる故郷 (Haruka Naru Furusato) \| Home, Sweet Home \| 2:42 \| \| 32. \| 想い出のオルゴール (Omoide no Orugōru) \| Music Box \| 1:50 \| \| 33. \| 飛空艇 (Tokūtei) \| The Airship \| 2:03 \| \| 34. \| 覇王エクスデス (Haō Ekusudesu) \| The Evil Lord Exdeath \| 2:24 \| \| Disco dos \| \| \| \| \| 1. \| エクスデスの城 (Ekusudesu no Shiro) \| Exdeath's Castle \| 2:23 \| \| 2. \| 暁の戦士 (Akatsuki no Senshi) \| The Dawn Warriors \| 2:16 \| \| 3. \| ビッグブリッヂの死闘 (Biggu Burijji no Shitō) \| Battle at the Big Bridge \| 2:29 \| \| 4. \| 未知なる大地 (Michi Naru Daichi) \| Unknown Lands \| 2:24 \| \| 5. \| モーグリのテーマ (Mōguri no Tēma) \| Moogles' Theme \| 1:29 \| \| 6. \| 暁の城 (Akatsuki no Shiro) \| The Castle of Dawn \| 2:04 \| \| 7. \| 深い碧の果てに (Fukai Heki no Hate ni) \| Beyond the Deep Blue Sea \| 1:46 \| \| 8. \| 大森林の伝説 (Dai Shinrin no Densetsu) \| Legend of the Deep Forest \| 2:37 \| \| 9. \| タイクーン円舞曲ヘ長調 (Taikūn Enbukyoku e Chōchō) \| Tycoon Waltz \| 2:16 \| \| 10. \| ボコのテーマ (Boko no Tēma) \| Boko's Theme \| 1:14 \| \| 11. \| 新しき世界 (Atarashiki Sekai) \| A New World \| 2:15 \| \| 12. \| 封印の書 (Fūin no Ka) \| Sealed Book \| 1:49 \| \| 13. \| 古き土の眠り (Furuki Tsuchi no Nemuri) \| Slumber of Ancient Earth \| 2:29 \| \| 14. \| 虚空への前奏曲 (Kokū e no Zensō Kyoku) \| Prelude to the Void \| 3:57 \| \| 15. \| 光を求めて (Hikari o Motomete) \| In Search of Light \| 1:40 \| \| 16. \| 決戦 (Kessen) \| The Decisive Battle \| 4:26 \| \| 17. \| 最後の闘い (Saigo no Tatakai) \| The Final Battle \| 4:04 \| \| 18. \| 静寂の彼方 (Seijaku no Kanata) \| The Silent Beyond \| 5:42 \| \| 19. \| 親愛なる友へ (Shin'ai Naru Tomo e) \| Dear Friends \| 4:02 \| \| 20. \| ファイナルファンタジー (Fainaru Fantajī) \| Final Fantasy \| 3:32 \| \| 21. \| エンドタイトル (Endo Taitoru) \| Ending Theme \| 8:16 \| \| 22. \| プレリュード (Pureryūdo) \| The Prelude \| 1:46 \| \| 23. \| ファンファーレ１ (Fanfāre 1) \| Fanfare 1 \| 0:08 \| \| 24. \| ファンファーレ２ (Fanfāre 2) \| Fanfare 2 \| 0:12 \| \| 25. \| あたしは踊り子 (Atashi wa Odoriko) \| I'm a Dancer \| 0:16 \| \| 26. \| ピアノのおけいこ１ (Piano no Okeiko 1) \| Piano Lesson 1 \| 0:12 \| \| 27. \| ピアノのおけいこ２ (Piano no Okeiko 2) \| Piano Lesson 2 \| 0:13 \| \| 28. \| ピアノのおけいこ３ (Piano no Okeiko 3) \| Piano Lesson 3 \| 0:13 \| \| 29. \| ピアノのおけいこ４ (Piano no Okeiko 4) \| Piano Lesson 4 \| 0:27 \| \| 30. \| ピアノのおけいこ５ (Piano no Okeiko 5) \| Piano Lesson 5 \| 0:08 \| \| 31. \| ピアノのおけいこ６ (Piano no Okeiko 6) \| Piano Lesson 6 \| 0:09 \| \| 32. \| ピアノのおけいこ７ (Piano no Okeiko 7) \| Piano Lesson 7 \| 0:08 \| \| 33. \| ピアノのおけいこ８ (Piano no Okeiko 8) \| Piano Lesson 8 \| 0:13 \| |                                                                        |                                                          |                                                          |
| # | Nombre original                                                        | Nombre traducido al inglés                               | Duración                                                 |
| Disco uno |                                                                        |                                                          |                                                          |
| 1. | ファイナルファンタジーV メインテーマ (Fainaru Fantajī Faibu Mein Tēma) | Main Theme of Final Fantasy V                            | 2:36                                                     |
| 2. | オープニング (Ōpuningu)                                                | Opening Theme                                            | 4:30                                                     |
| 3. | 4つの心 (Yottsu no Kokoro)                                             | Four Hearts                                              | 1:44                                                     |
| 4. | 急げ!急げ! (Isoge! Isoge!)                                             | Hurry! Hurry!                                            | 0:44                                                     |
| 5. | レナのテーマ (Rena no Tēma)                                            | Lenna's Theme                                            | 1:58                                                     |
| 6. | ダンジョン (Danjon)                                                    | Dungeon                                                  | 2:31                                                     |
| 7. | バトル１ (Batoru 1)                                                    | Battle 1                                                 | 1:14                                                     |
| 8. | 勝利のファンファーレ (Shōri no Fanfāre)                                | Victory Fanfare                                          | 0:44                                                     |
| 9. | レクイエム (Rekuiemu)                                                  | Réquiem                                                  | 0:28                                                     |
| 10. | おれたちゃ海賊 (Ore tacha Kaizoku)                                     | Pirates Ahoy                                             | 2:07                                                     |
| 11. | 街のテーマ (Machi no Tēma)                                             | Town Theme                                               | 2:19                                                     |
| 12. | おやすみなさい (Oyasuminasai)                                          | Good Night                                               | 0:07                                                     |
| 13. | 封印されしもの (Fūinsareshi Mono)                                      | Sealed Away                                              | 1:48                                                     |
| 14. | 呪いの地 (Noroi no Chi)                                                | Cursed Lands                                             | 1:54                                                     |
| 15. | 幻惑されて (Genwakusarete)                                             | Deception                                                | 1:18                                                     |
| 16. | ハーヴェスト (Hāvesuto)                                                | Harvest                                                  | 1:46                                                     |
| 17. | 銀嶺を行く (Ginrei o Iku)                                              | To the North Mountain                                    | 1:57                                                     |
| 18. | 危機一髪! (Kiki Ippatsu!)                                              | Close Call                                               | 1:22                                                     |
| 19. | バトル２ (Batoru 2)                                                    | Battle 2                                                 | 2:29                                                     |
| 20. | 大いなる翼を広げ (Ōinaru Tsubasa o Hiroge)                             | Spreading Grand Wings                                    | 1:49                                                     |
| 21. | 王家の宮殿 (Ōke no Kyūden)                                             | Royal Palace                                             | 1:40                                                     |
| 22. | 火力船 (Karyokusen)                                                    | Fire Ship                                                | 1:40                                                     |
| 23. | 脱線! (Dassen!)                                                        | Run !                                                    |                                                          |
| 24. | 離愁 (Rishū)                                                           | Sorrows of Parting                                       | 2:36                                                     |
| 25. | 古代図書館 (Kodai Toshokan)                                            | Library of Ancients                                      | 2:36                                                     |
| 26. | 回想 (Kaisō)                                                           | Reminiscence                                             | 1:37                                                     |
| 27. | ムジカ・マキーナ (Mujika Makīna)                                       | Música Machina                                           | 1:49                                                     |
| 28. | いつの日かきっと (Itsu no Hi ka Kitto)                                 | The Day Will Come                                        | 1:53                                                     |
| 29. | ん? (N?)                                                               | What ?                                                   | 0:54                                                     |
| 30. | マンボ・デ・チョコボ (Mambo de Chokobo)                                | Mambo de Chocobo                                         | 1:12                                                     |
| 31. | はるかなる故郷 (Haruka Naru Furusato)                                  | Home, Sweet Home                                         | 2:42                                                     |
| 32. | 想い出のオルゴール (Omoide no Orugōru)                                 | Music Box                                                | 1:50                                                     |
| 33. | 飛空艇 (Tokūtei)                                                       | The Airship                                              | 2:03                                                     |
| 34. | 覇王エクスデス (Haō Ekusudesu)                                         | The Evil Lord Exdeath                                    | 2:24                                                     |
| Disco dos |                                                                        |                                                          |                                                          |
| 1. | エクスデスの城 (Ekusudesu no Shiro)                                    | Exdeath's Castle                                         | 2:23                                                     |
| 2. | 暁の戦士 (Akatsuki no Senshi)                                          | The Dawn Warriors                                        | 2:16                                                     |
| 3. | ビッグブリッヂの死闘 (Biggu Burijji no Shitō)                          | Battle at the Big Bridge                                 | 2:29                                                     |
| 4. | 未知なる大地 (Michi Naru Daichi)                                       | Unknown Lands                                            | 2:24                                                     |
| 5. | モーグリのテーマ (Mōguri no Tēma)                                      | Moogles' Theme                                           | 1:29                                                     |
| 6. | 暁の城 (Akatsuki no Shiro)                                             | The Castle of Dawn                                       | 2:04                                                     |
| 7. | 深い碧の果てに (Fukai Heki no Hate ni)                                 | Beyond the Deep Blue Sea                                 | 1:46                                                     |
| 8. | 大森林の伝説 (Dai Shinrin no Densetsu)                                 | Legend of the Deep Forest                                | 2:37                                                     |
| 9. | タイクーン円舞曲ヘ長調 (Taikūn Enbukyoku e Chōchō)                     | Tycoon Waltz                                             | 2:16                                                     |
| 10. | ボコのテーマ (Boko no Tēma)                                            | Boko's Theme                                             | 1:14                                                     |
| 11. | 新しき世界 (Atarashiki Sekai)                                          | A New World                                              | 2:15                                                     |
| 12. | 封印の書 (Fūin no Ka)                                                  | Sealed Book                                              | 1:49                                                     |
| 13. | 古き土の眠り (Furuki Tsuchi no Nemuri)                                 | Slumber of Ancient Earth                                 | 2:29                                                     |
| 14. | 虚空への前奏曲 (Kokū e no Zensō Kyoku)                                 | Prelude to the Void                                      | 3:57                                                     |
| 15. | 光を求めて (Hikari o Motomete)                                         | In Search of Light                                       | 1:40                                                     |
| 16. | 決戦 (Kessen)                                                          | The Decisive Battle                                      | 4:26                                                     |
| 17. | 最後の闘い (Saigo no Tatakai)                                          | The Final Battle                                         | 4:04                                                     |
| 18. | 静寂の彼方 (Seijaku no Kanata)                                         | The Silent Beyond                                        | 5:42                                                     |
| 19. | 親愛なる友へ (Shin'ai Naru Tomo e)                                     | Dear Friends                                             | 4:02                                                     |
| 20. | ファイナルファンタジー (Fainaru Fantajī)                               | Final Fantasy                                            | 3:32                                                     |
| 21. | エンドタイトル (Endo Taitoru)                                          | Ending Theme                                             | 8:16                                                     |
| 22. | プレリュード (Pureryūdo)                                               | The Prelude                                              | 1:46                                                     |
| 23. | ファンファーレ１ (Fanfāre 1)                                           | Fanfare 1                                                | 0:08                                                     |
| 24. | ファンファーレ２ (Fanfāre 2)                                           | Fanfare 2                                                | 0:12                                                     |
| 25. | あたしは踊り子 (Atashi wa Odoriko)                                     | I'm a Dancer                                             | 0:16                                                     |
| 26. | ピアノのおけいこ１ (Piano no Okeiko 1)                                 | Piano Lesson 1                                           | 0:12                                                     |
| 27. | ピアノのおけいこ２ (Piano no Okeiko 2)                                 | Piano Lesson 2                                           | 0:13                                                     |
| 28. | ピアノのおけいこ３ (Piano no Okeiko 3)                                 | Piano Lesson 3                                           | 0:13                                                     |
| 29. | ピアノのおけいこ４ (Piano no Okeiko 4)                                 | Piano Lesson 4                                           | 0:27                                                     |
| 30. | ピアノのおけいこ５ (Piano no Okeiko 5)                                 | Piano Lesson 5                                           | 0:08                                                     |
| 31. | ピアノのおけいこ６ (Piano no Okeiko 6)                                 | Piano Lesson 6                                           | 0:09                                                     |
| 32. | ピアノのおけいこ７ (Piano no Okeiko 7)                                 | Piano Lesson 7                                           | 0:08                                                     |
| 33. | ピアノのおけいこ８ (Piano no Okeiko 8)                                 | Piano Lesson 8                                           | 0:13                                                     |

## Los mundos de Final Fantasy V
El juego, como sus predecesores Final Fantasy III y Final Fantasy IV, tiene más de un mundo en donde se desarrolla la trama.
En este juego hay 3 mundos jugables como la cuarta parte, pero más grandes, con más secretos, más lugares, más evolucionado y mejor diseñado.

### Primer mundo
El primer mundo es el mundo donde viven Bartz, Lenna y Faris, y donde está encerrado Exdeath con los cristales. En este mundo pasa la primera parte del juego hasta que los héroes viajan al mundo de Galuf y compañía, para detener a Exdeath.
- Castillo de Tycoon[26]
- Cueva de los piratas:[26]
- Villa de Tule[26]
- Templo del viento:[26]

El templo del viento es el templo donde está resguardado el cristal de viento. La familia Real de Tycoon es la encargada de vigilar y velar el templo.
- Villa de Carwen[26]
- Montaña del norte[26]
- Walse[26]
- Torre de Walse:[26]

La Torre de Walse es una torre ubicada en una península al norte de Walse donde en su interior se resguarda el cristal del agua. La familia real de Walse es la encargada de la torre.
- Karnak[26]
- Biblioteca de los ancianos[26]
- Pueblo Creciente[26]
- Villa de Istory[26]
- Villa de Lix[26]
- Gohn[26]
- Catapulta[26]
- Villa de Jacohl[26]

### Segundo mundo
El segundo mundo es el mundo donde viven Galuf, Krile, los 3 caballeros del alba antiguos y Exdeath.
aquí pasa la trama desde que los héroes van en busca de Galuf hasta que Exdeath cae derrotado en su castillo.
- Gran puente[27]
- Villa de Regole[27]
- Castillo de Kuza[27]
- Aldea Moguri[27]
- Castillo de Bal[27]
- Cueva Gil[27]
- Villa de Quelb[27]
- Valle Hyriuu[27]
- Castillo de Surgate[27]
- Villa de Moore[27]
- Bosque de Moore[27]
- Castillo de Exdeath[27]

### Tercer mundo
El tercer mundo, en el que se puede contar la grieta de la dimensión como una especie de alargamiento, es el mundo de Bartz y el mundo de Galuf unidos en uno, donde pasa la parte final del juego. Aquí empieza desde la llegada de Bartz y compañía su mundo, hasta la lucha final contra Exdeath en la grieta de la dimensión. En versiones de Game Boy Advance y "HD Remake", también se relata de la existencia de un único mundo que se dividió en dos, debido a que Enuo, un antiguo hechicero que, al igual que Exdeath, ansiaba el poder del vacío y que fue sellado por las 12 armas legendarias, también provocó que los cristales se dividieran en dos; lo que en consecuencia también produjo la división del mundo en dos.
- Pirámide de Moore[28]
- Templo de la isla[28]
- Torre tenedor[28]
- Villa fantasma[28]
- Templo del abismo acuático[28]
- Grietas de story[28]
- Cueva desconocida[28]
- El templo desconocido[28]
- Grieta Interdimensional[28]

## Versiones
Final Fantasy V, desde que lanzó originalmente 1992 para la Super Famicom japonesa, ha contado prácticamente en cada generación una versión nueva, en 1999 con PlayStation y en 2007 para GBA.
Todas las versiones han sido lanzadas en los tres mercados, menos la de SFC, que apenas tuvo repercusión mundial y mantuvo la exclusividad del juego en Japón hasta que en 1999 se lanzó para PlayStation en América, y en el 2002 en Europa.

### Super Famicom
La primera versión del juego, la original, se lanzó de forma exclusiva en Japón solo para la Super Famicom el 2 de diciembre de 1992 por 9800 yenes sin que EE. UU. pudiera ver la versión traducida como paso con Final Fantasy II japonés y Final Fantasy III japonés, y mucho menos Europa, que no vería ninguna de las tres versiones originales de la Super Nintendo en sus lares.
Fue publicada por Square Soft en formato Cartucho de 8 MB de memoria, y como nunca salió de Japón, solamente está en el idioma japonés y solo compatible para las versiones japonesas y norteamericanas de la consola, aunque con un adaptador se puede jugar en la versión europea de la consola, ya que la consola norteamericana se puede romper la traba de seguridad para la inserción de cartuchos. 
Altamente deseada esta versión, especialmente por los estadounidenses, ya que el único de la trilogía de Super Nintendo que no fue traducido al inglés hasta 1999, esta fue traducida de manera ilegal en el campo de la emulación por Neil Corlett al inglés para poder jugar en un emulador de la consola, siendo además el primer RPG traducido completamente por fanes.
Como curiosidad, esta versión, el manual del juego se imprimió en formato de póster despegable, a diferencia de la cuarta y sexta entregas.

### PlayStation
En 1999, el primer port del juego, y la segunda versión, se lanza en Japón para la PlayStation, portado por TOSE, pero también para EE. UU. y más tarde Europa, el 15 de mayo del 2002, viendo la luz por primera vez en esos mercados con una incorrecta traducción al inglés. Además, no se traduce en las lenguas importantes para la versión europea, jugable solo en inglés, algo que solo se corregía con la versión de GBA.
En este caso en Japón fue nuevamente publicada por Square Soft, mientras que en América y Europa la editó Sony Entretaiment, la responsable de también editar la séptima, octava y novena entregas de la saga en los mismos mercados.
Publicado en formato CD, se aprovecha la capacidad del soporte para mejorar y cambiar algunos aspectos en esta versión, como introducir vídeos al estilo de Final Fantasy VII o Final Fantasy VIII para darle un toque más moderno, y mejorar el apartado sonoro y gráfico. Pero también tiene inconvenientes, pues esta versión esta ralentizada, especialmente cuando empieza una batalla, o se accede al menú principal.
Además, cuenta con errores de traducción (ej.: Exdeath es renombrado a X-Death), algo que no se corregiría hasta la versión de GBA.

### Game Boy Advance
En el año 2006, el 6 de octubre en Japón, y el 17 de noviembre en América,  y en el 2007, el 13 de abril en Europa otra vez para los tres mercados, y ahora para la consola portátil Gameboy Advance, salió el segundo port y la tercera versión del juego que añadiendo mejoras y corrigiendo errores, es posiblemente la mejor versión del juego hasta la fecha. Como en la segunda versión, TOSE la desarrollo.
Editado en Japón por Square-Enix, y en América y Europa por Nintendo, en formato cartucho de 16 MB de memoria, esta versión está traducida en los principales idiomas en la versión europea: inglés (retraducción), francés, alemán, español e italiano, subsanando el error de la segunda versión de solo estar traducido con errores al inglés. Además esta vez la traducción se corrige y es totalmente fiel a la versión japonesa, respetando los nombres de los lugares, ciertas magias y personajes.
Esta versión es más rápida que en la segunda versión, omitiendo, por motivos de memoria, los videos introducitorios, pero no es tan rápida que en la versión de Super Famicom, y se mejora bastante los gráficos, añadiendo nuevos fondos de combates e imágenes de los personajes al estilo de la cuarta y sexta entregas de la serie, además de cambiar la fuente de texto a una al estilo FF IX.
En contra, el apartado de sonido se reduce un poco la calidad, al adaptarse al chip de sonido de GBA. 
En esta versión, además de corregir errores, se añade interesantes novedades jugables. Entre las novedades están los nuevos trabajos, Oráculo, Cañonero, Gladiador y Nigromante, y se añade una nueva mazmorra secreta con nuevos enemigos finales opcionales, aparte de Omega y Syinriuu, además de la opción de guardado rápido y un test de sonido, en la línea de los ports de la saga en GBA.
También existieron versiones hackeadas creadas por aficionados, algunas restablecen el sonido de Super Nes y otras corrige los problemas de velocidad.

### Versiones de descarga
El 14 de abril de 2011 salió a la venta para PlayStation 3 y PSP en formato descarga desde la red de PSN esta versión del juego por 9.95€[cita requerida] y en enero de 2011 en Japón se lanzó para la consola virtual de Wii y en 2014 para la consola virtual de Wii U.

### HD Remake
Para no confundir las 2 entregas que fueron lanzadas en las 3 plataformas, esta entrega es renombrada a HD Remake y se muestran en las tiendas correspondientes como "Old Ver." Con el anuncio de las versiones Pixel Remaster, ya no se puede adquirir esta versión a favor de la siguiente entrega, pero los usuarios antiguos pueden seguir jugando incluso con dispositivos incompatibles.

#### iOS y Android
El 28 de marzo de 2013 salió a la venta en formato descarga una versión para iOS desde la red AppStore. Esta versión fue desarrollada por Matrix Software, junto con la versión para Android desde Google Play el 26 de septiembre.[cita requerida] Estas versiones tuvieron cambios de fuente y gráficos, como el escalado mayor de sprites hechos por Kazuko Shibuya, movimiento en 8 direcciones, batalla automática y funciones rescatadas de la entrega de GBA.[cita requerida] El movimiento por cuadros fue eliminado a favor del movimiento libre.

#### Windows
El 24 de septiembre de 2015, se publicó una versión para Windows. Contiene todas las funciones de los dispositivos móviles y soporte con Steam.
El idioma japonés no se encuentra en esta versión, debido a que no fue lanzada en Japón, pero como contrapartida, la prueba de sonido se encuentra disponible desde el inicio.

### Pixel Remaster
El 10 de noviembre de 2021, se publicó una versión pixelada para Windows, iOS y Android. Para no confundir a los usuarios, esta entrega es nombrada como "Pixel Remaster" y la entrega anterior se le llamó "HD Remake". Esta versión está basada en la de Super Nes, pero se rediseñaron los gráficos y posteriormente lo pixelaron. Además, se restauró el movimiento por cuadros, se agregó movimiento diagonal, movimiento desde la pantalla táctil, y puebas de batalla, aunque en iOS y Android también usa la cámara trasera para las pruebas de batalla con realidad aumentada. También se encuentra en PlayStation 4 y Nintendo Switch.
Sin embargo, se perdieron muchas funciones que se agregaron en GBA y HD Remake, pudiendo rescatar las pruebas de sonido, el bestiario, correr desde el inicio, el minimapa inicial y las mejoras de los fondos de batalla, pero como contrapartida, se rediseñaron la interfaz, se cambió de fuente de nuevo, se tradujeron de nuevo las descripciones de clases, habilidades, objetos y conjuros, y se renovó todo el BGM del juego. Las fuentes de los juegos de los '80 y '90 y el BGM original no son compatibles con iOS y Android, y aparecieron con una actualización posterior en las demás plataformas.
Los idiomas Chino (normal y tradicional), portugués de Brasil, tailandés, ruso y coreano debutaron en esta versión, pero el requerimiento en la versión de PC aumentó al doble en cuanto a la RAM y la tarjeta gráfica, también requiere un procesador x64, por lo que es incompatible con los antiguos procesadores x86, y solo requiere 720p de pantalla a 60 Hz. 
La versión 1.1.0 de "Pixel Remaster" ahora incluyen potenciadores que aumentan hasta 4 veces la cantidad de experiencia, guiles o puntos de habilidad, desactivar las cantidades (para jugadores expertos) y desactivar los encuentros aleatorios, y en iOS y Android, incluye una nueva interfaz diseñada si se conecta cualquier control que soporte XInput (como los controles de Xbox One).

### Versiones canceladas
Solo 2 versiones fueron canceladas: una para Nintendo DS por dificultades técnicas y otra para Nintendo 3DS, que más tarde fue convertida en una entrega para dispositivos móviles.[cita requerida]

### Tabla comparativa
| Conversión                                    | Super NES                     | PlayStation                   | GBA                           | HD Remake                                | Pixel Remaster         |
| --------------------------------------------- | ----------------------------- | ----------------------------- | ----------------------------- | ---------------------------------------- | ---------------------- |
| Plataforma inicial                            | Super NES                     | PlayStation                   | GBA                           | iOS                                      | Windows, iOS y Android |
| Año de lanzamiento                            | 1992                          | 1999                          | 2006                          | 2013                                     | 2021                   |
| Idiomas disponibles                           | Japonés                       | Japonés e inglés              | 6 en total                    | 6 en total (Japonés no disponible en PC) | 12 en total            |
| Tamaño de pantalla                            | 256x224                       | 256x224                       | 240x160                       | 720p                                     | 720p                   |
| Trabajos disponibles                          | 22                            | 22                            | 26                            | 26                                       | 22                     |
| Enemigos disponibles                          | 302                           | 302                           | 326                           | 326                                      | 302                    |
| Movimiento                                    | Cuadros                       | Cuadros                       | Cuadros                       | Libre                                    | Cuadros con diagonales |
| Correr desde el inicio (excepto en mapamundi) | No                            | No                            | Sí                            | Sí                                       | Sí                     |
| Trabajos especiales                           | No                            | No                            | Sí                            | Sí                                       | No                     |
| Enemigos especiales                           | No                            | No                            | Sí                            | Sí                                       | No                     |
| Mapas especiales                              | No                            | No                            | Sí                            | Sí                                       | No                     |
| Mapamundi                                     | Debe desbloquear esta función | Debe desbloquear esta función | Debe desbloquear esta función | Sí                                       | Sí                     |
| Uso de pantalla táctil                        | No                            | No                            | No                            | Sí                                       | Sí                     |
| Pruebas de sonido                             | No                            | No                            | Debe desbloquear esta función | PC disponible desde el inicio            | Sí                     |
| Bestiario                                     | No                            | Debe desbloquear esta función | Sí                            | Sí                                       | Sí                     |
| Potenciadores                                 | No                            | No                            | No                            | No                                       | Sí                     |
| Batallas con cámara                           | No                            | No                            | No                            | No                                       | Sí                     |

## Recepción

### Ventas
La versión de Super Famicom, lanzada en 1992, ha vendido en total, unos 2 millones y medio de copias en Japón, teniendo buenas ventas en su país natal y siendo importado por todo el mundo.
La versión de PlayStation, en Japón ha vendido 157.000 copias hasta le fecha, siendo esta menos importada alrededor del mundo por tener una versión estadounidense. La versión estadounidense ha vendido 364,000 copias hasta el año 2004 mientras la europea no se dispone de datos.
La versión de GBA tampoco se tiene datos en los tres mercados.

### Críticas
| Famitsu       | 3X de 40   | Imprimido                                                |
| GamePro*      | de         | → Archivado el 11 de octubre de 2007 en Wayback Machine. |
| GameSpot*     | 8.1 de 10, | →                                                        |
| IGN*          | 9.0 de 10  | →                                                        |
| RPGFan        | 75 de 100  | →                                                        |
| RPGGamer      | 5 de 10    | →                                                        |
| Meristation** | 8.5 de 10  | →                                                        |
| Vandal**      | 7.8 de 10  | → Archivado el 11 de octubre de 2007 en Wayback Machine. |
| Viciojuegos** | 8.8 de 10  | → Archivado el 11 de octubre de 2007 en Wayback Machine. |
| Notas:        |            |                                                          |

Final Fantasy V está considerado como una de las mejores entregas de la saga y del género aunque no tiene la fama ni es tan conocido como otras entregas de la saga por no salir de Japón en su época.
Esta entrega, alcanzó el puesto número 15 en una lista para elegir los 100 mejores juegos de la historia según los lectores de una de las revistas más importantes del sector, Famitsu, hecha en año 2006.
Uno de los aspectos más criticados de esta entrega es su simpleza y sencillez argumental, considerando también el argumento de genérico y los personajes en comparación con la evolución importante que hizo la anterior entrega para la serie y género, siendo visto como una contraevolución,  que se corregirá con la sexta entrega de la serie.
Otro aspecto bastante criticado es la enorme dificultad del juego, siendo la entrega una de las más difíciles junto con la tercera y cuarta entregas, especialmente patente en la parte final y los combates contra los enemigos finales y el enemigo final del juego, Neo-Exdeath, considerado por parte del público el enemigo final más difícil del género.
En cambio, una de los aspectos más alabados es su jugabilidad y sistema de trabajos, un sistema muy profundo. muy sólido, completo y que ofrece muchas posibilidades, uno de los mejores sistemas de juego que permite pasarse el juego de una y mil maneras distintas

## Publicaciones
En Japón se publicó en 1992 una guía de estrategia oficial en japonés para la versión de Super Famicom que contiene secciones muy detalladas con mapas, listas y un bestiario, para ayudar y revelar todo sobre el juego.
En América, con motivo de la edición inglesa de la versión de PlayStation, se lanzó una guía de estrategia oficial basada en esa versión en 1999 conjuntamente con la sexta entrega, en inglés.
Más recientemente, en 2006, Nintendo Power saco la guía de estrategia oficial de la versión de Gameboy Advance, licenciada por Nintendo América.
En Europa, a diferencia de América y Japón, no se ha publicado ninguna guía oficial, a pesar de haber salido las versiones de PlayStation y GBA en el viejo Continente.

## La película
En 1994, a raíz del éxito del videojuego, se produjo una miniserie titulada Final Fantasy: La leyenda de los cristales de cuatro episodios, en la que la trama se situaba 200 años después del final de Final Fantasy V y uno de los personajes, Linaly, era descendiente de Bartz, protagonista de Final Fantasy V.
Esta miniserie llegó a España en verano de 1999 en dos cintas VHS con dos capítulos cada una, siendo vendida como si fuera una película dividida en dos. Muchos fanes y seguidores de Final Fantasy están esperando a que esta miniserie se reedite en formato DVD, pero no hay noticias de que vaya a realizarse ni a largo ni a corto plazo.